# Peleichthys
Peleichthys è un genere estinto di pesci ossei appartenente ai Palaeonisciformes, vissuto durante il Permiano in quello che è oggi il Sudafrica. L'unica specie conosciuta del genere è Peleichthys kimberleyensis.

## Descrizione
Peleichthys kimberleyensis è noto esclusivamente da un esemplare incompleto, ritrovato su una lastra di arenaria proveniente dalla miniera di diamanti di Wesselton, nella zona di Kimberley. Il fossile è in condizioni parziali: la testa e il collo sono rappresentati solo da deboli impressioni, mentre le pinne e la coda non sono ben conservate.
Il corpo era lungo circa 8 centimetri, con una profondità massima di 1,4 centimetri. La pinna dorsale era situata interamente dietro il punto medio del corpo, come in Disichthys, ma differiva per il maggior numero di raggi (circa 40), sottili e non ramificati.
Le pinne pelviche erano piccole e posizionate poco davanti all’origine della dorsale, mentre la pinna anale era di dimensioni moderate, triangolare, e composta da circa 28 raggi, i primi dei quali erano più corti. La pinna caudale appariva biforcuta, con raggi numerosi, piccoli e non ramificati.
Le scaglie erano di forma romboidale, più spesse rispetto a quelle di Disichthys, e ornate da creste parallele al margine posteriore di ciascuna scaglia.

## Classificazione
La specie Peleichthys kimberleyensis è stata descritta per la prima volta da Robert Broom nel 1913 sulla base di un singolo esemplare fossile ritrovato in Sudafrica.
Sebbene Peleichthys mostri affinità morfologiche con il genere Disichthys, Robert Broom lo assegnò a un nuovo genere a causa di caratteristiche distintive nella struttura delle pinne e delle scaglie. È collocato nell’ordine parafiletico dei Palaeonisciformes, che comprende numerosi pesci ossei primitivi estinti. Successivamente è stato attribuito con qualche incertezza alla famiglia Holuridae.
Il sito di ritrovamento si trova in un orizzonte lacustre craterico di età permiana, nella regione di Kimberley, Sudafrica.